# 克里夫·安德森
克利福德·V·安德森（英語：Clifford V. Anderson，1944年9月7日—），美国NBA联盟前职业篮球运动员。他在1967年的NBA选秀中第4轮第35顺位被洛杉矶湖人选中。